# Sabina Alta
Sabina Alta es una de las entidades de población que conforman el municipio de Fasnia, en la provincia de Santa Cruz de Tenerife ―Canarias, España―.

## Toponimia
El nombre de la localidad proviene del árbol nativo Juniperus phoenicea subsp. turbinata propio de los antiguos bosques termófilos canarios.

## Geografía
Se ubica a unos cuatro kilómetros de la capital municipal, a una altitud media de 
630 m s. n. m., abarcando una superficie de 2,862 km².
El barrio cuenta con una ermita dedicada a san Isidro labrador, un centro cultural, una plaza pública, un parque infantil y con una cancha deportiva.
La parte alta de la localidad se encuentra incluida en el parque natural de la Corona Forestal.

## Historia
Sabina Alta es uno de los núcleos tradicionales de Fasnia, apareciendo ya con doce vecinos ―unos 60 habitantes― a principios del siglo xviii.
A mediados del siglo xix aparece descrito de la siguiente manera:

SABINALTA. Aldea situada en término jurisdiccional de Fásnia, partido judicial de Santa Cruz de Tenerife, isla de Tenerife. Dista de la cabeza del distrito municipal 3 kilómetros 700 metros, y lo componen 28 edificios de un piso y 25
chozas ú hogares, hábitados 47 constantemente por 53 vecinos 208 almas, 1 temporalmente y 5 inhábitados.

La ermita fue construida en 1969 por los alumnos de la escuela del barrio dirigidos por el maestro don Tomás Gandía y los vecinos.

## Demografía
| Año        | 2000 | 2005 | 2010 | 2015 | 2020 |
| ---------- | ---- | ---- | ---- | ---- | ---- |
| Habitantes | 149  | 140  | 134  | 128  | 124  |

## Fiestas
En Sabina Alta se celebran fiestas patronales en honor a san Isidro labrador y santa María de la Cabeza la segunda semana de mayo, realizándose una tradicional romería.

## Comunicaciones
Se accede principalmente por la carretera TF-532 que parte de la carretera general del Sur TF-28.

### Transporte público
La Sabina Alta cuenta con un servicio de transporte a la demanda, mediante microbuses, denominado Tuwawa —ofrecido por TITSA— que realiza funciones de transporte público dentro del municipio.
En guagua ―autobús― queda conectado mediante las siguientes líneas de TITSA:
| Línea | Trayecto                        | Recorrido     |
| ----- | ------------------------------- | ------------- |
| 032   | Güímar - Las Eras - La Sombrera | Horario/Línea |
| 033   | Güímar - Fasnia - La Sombrera   | Horario/Línea |

## Lugares de interés
- Miradores de Camino de La Gloria y de La Zarza